# Thomas Schneider (football, 1972)
Pour les articles homonymes, voir Thomas Schneider et Schneider.
Thomas Schneider, né le 24 novembre 1972 à Rheinhausen, est un footballeur allemand qui évoluait au poste de défenseur et est devenu entraîneur par la suite. Il est actuellement entraîneur assistant de l'équipe de Belgique.

## Clubs successifs

### Parcours de joueur
- 1991-2003 :  VfB Stuttgart  (133 matches, 7 buts)
- 2003-2005 :  Hanovre 96 (8 matches)

### Parcours d'entraîneur
- 2013 - 2014 :  VfB Stuttgart
- Depuis 2014 : Allemagne (adjoint)